# 札希·哈瓦斯
札希·阿巴斯·哈瓦斯（阿拉伯語：زاهي حواس，1947年5月28日—）是一名埃及考古學家和埃及學家，曾兩度擔任文物事務國務部長。他還曾在尼羅河三角洲、西部沙漠和尼羅河上游河谷的考古遺址工作過。

## 生平
哈瓦斯出生于埃及杜姆亚特，在埃及與美國兩地研修考古學，並在1980年榮獲傅爾布萊特計畫獎學金。1987年，他獲得賓州大學埃及古物學的博士學位。從1988年起，他就開始教授埃及的考古學、歷史與文化。現職為埃及古蹟最高委員會秘書長，除此之外也任教於開羅大學、開羅美國大學，以及加州大學洛杉磯分校。

## 著名事蹟
哈瓦斯以許多重大發現而負盛名，例如位在吉薩金字塔附近的拉美西斯二世雙人像和吉薩金字塔建造工人的墳墓，這些發現對於金字塔的建造技術有著重大的貢獻。另外他也發現了隱藏在古夫金字塔中的衛星金字塔，以及著名的巴哈利雅綠洲中的金木乃伊谷，這一發現被認為屬於希臘-羅馬時代，他同時也在附近的拜維提中發現了埃及時期統治巴哈利雅綠洲之總督與其家人，此發現更被譽為是考古學中最驚人的發現。
他也帶領他的團隊在特提金字塔的周遭發掘許多重要考古發現，例如陵墓醫師歐爾（Oar）之墓，與重新發現了無頂金字塔。其中最著名的事蹟就是他以電腦斷層掃瞄的方式重新檢視法老圖坦卡門的木乃伊，以驗定其死因。目前他正進行的最新考古計畫為解開埃及史上最著名的女法老哈特謝普蘇特消失之謎團。
2006年被委託調查維索科的波士尼亞金字塔群，哈瓦斯證實所謂的波士尼亞金字塔群只是自然形成的山而根本不是金字塔。

## 訴求與著作
札希·哈瓦斯博士所代表的埃及古蹟最高委員會對埃及古物及考古發現有決定權，不論任何國家要在埃及進行考古發掘都必須經過委員會同意，而哈瓦斯博士除了自己進行考古工作之外，他也同時負有監督其他考古發掘的責任。他一直非常強悍的捍衛埃及的文化及古蹟，也一直在向其他國家追討經由不法手段運出埃及的古文物，其強硬的作風被譽為是「考古學界的法老」。他目前正針對埃及著名遺跡進行大型的古蹟維護計畫，他的積極與廣博的知識都激起了全球的興趣，世界上許多人都透過他的電視節目或著作了解埃及的文化，他出現在許多紀錄片與知識性頻道中，這甚至讓他在2000年獲得了艾美獎。
他的著作有許多，其中最著名的包括：
- 1. 「沉默圖像：在法老埃及時期的婦女」（Silent Images:Women in Pharaonic Egypt）
- 2. 「古埃及藏寶」（Hidden Treasures of Ancient Egypt）
- 3. 「沙中機密」（Secrets from the Sand）
- 4. 「圖坦卡門的黃金時期（The Golden Age of Tutankhamun）」
- 5. 「古埃及的皇家陵墓」（Royal Tombs of Ancient Egypt）
- 6. 「法老的詛咒：我的冒險與木乃伊」（The Curse of the Pharoahs: My Adventures with Mummies）－獲得bccb藍絲帶大獎

## 荣誉
在哈瓦斯長期的職業生涯中已收到無數獎項和榮譽：
- 1980年榮獲傅爾布萊特獎助學金
- 1998年從埃及總統穆巴拉克手中得到藝術與科技的最高榮耀獎項，同年也獲頒外國記者協會的埃及榮耀獎。
- 2000年時榮獲美國成就學院（American Academy of Achievement）頒發金獎，是全世界第三十個因國際突出貢獻而獲得此獎之人，之前的獲獎者包括諾貝爾得主、國王或總理等。
- 在2003年的火星探索任務中哈瓦斯的名字被刻在光碟，放置在火星上。
- 2005年8月被美國大學生選為世界最具冒險精神的先驅之一，並列者有著名作家、科學家與諾貝爾得主。
- 2006年5月被時代雜誌選為世界最有影響力的一百人之一。
- 藝術與文學勳章軍官勳位 (2007年)[3]
- 意大利共和國功績勳章指揮官 (2008年)[4]
- 秘魯太陽勳章大十字級(2011年)[5]
- 「榮耀藝術」文化勳章銀質獎章(2020年)[6]
- 旭日重光章 (2021年)[7]

## 争议

### 与其他考古学家的关系
哈瓦斯曾被别人指责其专横行为，他禁止考古学家宣布他们自己的发现，并讨好媒体来达到自己的利益。哈瓦斯之所以禁止其他考古学家，他说是因为他们太过业余。然而少数采访中表示哈瓦斯对领域所做都姗姗来迟。哈瓦斯还常常忽视或驳回了他的批评，而当被问及时他表示，他所做的都是因为埃及的缘故及其文物的保存。

### 对于犹太人和以色列的看法
哈瓦斯一直是以色列和埃及关系正常化的长期对手。2009年1月，哈瓦斯在Asharq Al-Awsat报纸写道：“杀害妇女，儿童和老人的概念......似乎在巴勒斯坦的犹太人的血液里运行”以及“犹太人从历史中了解到的唯一事情就是暴政和折磨的方法 - 以至于他们已成为在这一领域的艺术家。”他解释说他不是指犹太人的“‘原创’信仰”，“他们的伪造和被污染的毒药的信念，目标是指向全人类的。”哈瓦斯在2009年4月的埃及电视访问中说道：“虽然犹太人人数不多，但他们控制了整个世界”以及在美国经济和媒体评论说：“他们控制所拥有的”。他后来写道他用花言巧语来解释阿拉伯人的政治分裂，他不相信在“犹太阴谋控制世界的”文物。

### 2011年埃及革命的余波
继2011年抗议后，哈瓦斯的批评，在埃及更广泛。2011年7月12日，纽约时报在A1页哈瓦斯每年从国家地理“收到20万酬金作为探险家驻场，甚至为他控制对古遗址往往拥有在其报告中。”时报也报道说哈瓦斯在埃及与两家美国公司有生意关系。
2011年4月17日，哈瓦斯被判入狱一年，因为他拒绝服从有关在埃及博物馆的礼品店合同对公司链接到他本人的法院裁决。这项裁决提出了上诉，这判处的具体暂停等候上诉。次日，埃及行政法院全国委员会颁布了一项法令推翻法院的原裁定，指他不需坐牢，并保留他的部长职位。刑期在新合同征求礼品店的运行后被取消了。

### 与穆巴拉克的关联
哈瓦斯与前任埃及总统穆罕默德·胡斯尼·穆巴拉克有着很大的关联。他曾经是穆巴拉克任职期间的文物部长下的政府官员。他在2011年3月3日辞职，并于2011年3月30日被重新委任，这已被视为穆巴拉克辞职周围的整个事件一部分。据报道，他的再度委任已经激怒了许多党派，这些党派都是穆巴拉克任职时反对的保守派。2011年埃及革命导致了对哈瓦斯的更多非议。